# Тужинец
Тужинец (пол. Turzyniec) — деревня в юго-восточной части Польши. Расположена в Люблинском воеводстве, Замойском повете, на территории гмины Звежинец. Население — 405 человек (31 марта 2011 года).

## История
С 1975 по 1998 год деревня Тужинец входила в состав Замойского воеводства.

## Население
По данным переписи 2011 года, население деревни составляло 405 человек (из них 190 мужчин и 215 женщин).